# Aloys Traunfellner
Aloys Traunfellner (Viena, 27 de septiembre de 1782-13 de octubre de 1840)fue un farmacéutico botánico austríaco. También fue coleccionista de estampillas

## Eponimia
- (Ranunculaceae) Ranunculus traunfellneri Schott[3]
- (Ranunculaceae) Ranunculus traunfellneri Hoppe[4]